# Mujer peruana en la guerra del Pacífico
La participación femenina peruana en la guerra del Pacífico en la sierra central (1880-1883) abarcó tanto a mujeres indígenas como a mujeres urbanas, destacando su contribución en distintos roles. Las mujeres urbanas colaboraron desde la esfera pública mediante donaciones, organización de recursos y apoyo sanitario. Igualmente, aunque las mujeres indígenas comenzaron desempeñando labores logísticas y domésticas al seguir a las tropas, muchas asumieron posteriormente roles activos en la resistencia como guerrilleras y espías, desafiando los estereotipos de género y su exclusión del proyecto de nación. Ambas formas de participación reflejan cómo la coyuntura bélica permitió a las mujeres desempeñar roles clave en el conflicto, evidenciando las tensiones sociales y los límites de inclusión en la construcción de la identidad nacional.

## Perú Republicano en elsigloXIX
La concepción de nación estuvo marcada por la falta de un desarrollo histórico similar al europeo, donde luego de un proceso prolongado el Estado moderno surgió tras siglos de concentración del poder, y el establecimiento de sistemas burocráticos y militares. Luego de la independencia, la República peruana intentó reemplazar la estructura colonial, pero se enfrentó a obstáculos que debilitaron al nuevo Estado. La ausencia de una administración estatal consolidada y la rivalidad entre caudillos y hacendados regionales dificultaron la estabilidad política.
El concepto de nación está vinculado al desarrollo de un sentimiento de pertenencia y conexión entre los miembros de una comunidad. Sin embargo, en el Perú, la fragmentación étnica y regional, junto con los conflictos entre liberales y conservadores, dificultaron la creación de una identidad nacional cohesionada. Las élites locales y regionales no lograron generar símbolos e identidades integradoras, mientras que las políticas liberales, como la disolución del tributo indígena, no tuvieron un impacto práctico significativo.
La economía, especialmente durante el auge del guano, tampoco pudo superar las divisiones sociales y económicas, perpetuando la explotación del campesinado. En este contexto, el Estado peruano emergió como una entidad vulnerable, inestable e incapaz de consolidar una identidad nacional fuerte debido a la fricción entre las comunidades locales y el gobierno central.

### Roles de género en el Perú Republicano delsigloXIX
El sistema político republicano que surgió tras la desaparición del aparato colonial otorgó una ciudadanía limitada que se basó en criterios de clase social, raza, propiedad y género. La ciudadanía estaba reservada para hombres mayores de 21 años que debían cumplir con cierto nivel de riqueza y propiedad. Los indígenas ricos solo podían acceder parcialmente a este estatus si adoptaban la cultura republicana.
En cambio, las mujeres se mantuvieron en los roles tradicionales coloniales dentro del ámbito doméstico, siendo madres y esposas. No obstante, se esperaba que ese rol contribuyera al fortalecimiento de la nación a través de su educación limitada, y orientada a su comportamiento y pensamiento. Las dinámicas de género giraron en torno a la importancia de formar una identidad «repúblicana».

#### Mujeres urbanas de clase media y clase alta
Las mujeres de familias de clase media y alta que pertenecían a familias propietarias, como las de la élite, la burguesía y los terratenientes, disfrutaban de ciertos privilegios. Estos privilegios se mantenían independientemente de la región en la que se encontraran. El ideal de la mujer republicana se centraba en dos aspectos principales. En primer lugar, se promovió una imagen de mujer sencilla, trabajadora y dedicada al hogar, en contraposición a la aristócrata colonial que era criticada por su interés en el lujo y la vida social. Se esperaba que las mujeres republicanas reflejaran austeridad y racionalidad en sus hábitos, evitando el derroche, lo cual era visto como una amenaza para el desarrollo económico y la estabilidad social.
En segundo lugar, las virtudes femeninas tradicionales como la obediencia, la resignación y la subordinación al hombre, siguieron siendo valoradas, justificadas en gran medida por la percepción de la fragilidad femenina. Estas virtudes, junto con el decoro y el honor, se reforzaron a través del discurso higienista republicano, que vinculaba el rol de la mujer con el control de su cuerpo, sexualidad y capacidad reproductiva. La educación femenina se centraba en preparar a las mujeres para ser esposas y madres, responsables de la crianza de futuros ciudadanos. Así como ser compañeras útiles para sus maridos, con un enfoque en la moral, la salud y la limpieza.
A medida que avanzaba el siglo XIX, las mujeres de estas clases sociales comenzaron a participar en la esfera pública, particularmente a través de la educación y la literatura. Algunas mujeres escribían y discutían temas de actualidad en periódicos locales (que diarios), lo que marcó su incursión en espacios literarios y de debate público.

#### Mujeres indígenas y rurales
A diferencia de las mujeres urbanas de clase alta o media, las mujeres indígenas quedaron relegadas al espacio doméstico, y a actividades productivas como la siembra y la cosecha. El discurso de la época las retrataba como sumisas y trabajadoras. Del mismo modo, eran objeto de racismo, lo que limitaba aún más su acceso a oportunidades como la educación o la participación en la esfera pública.,El racismo colonial, que se transformó en racismo científico durante el siglo XIX, caracterizaba a las mujeres indígenas como seres inferiores debido a prácticas culturales vistas como antihigiénicas y primitivas. Este discurso promovió la idea de que las mujeres indígenas eran ignorantes y dominadas por la necesidad, lo que reforzaba su exclusión social y económica. A menudo, su identidad como mujeres era minimizada en comparación con su condición étnica, lo que resultaba en su invisibilización dentro de la sociedad.
«(...) aparecían como seres ignorantes, embrutecidas por el trabajo cotidiano y dominadas por el imperio de la necesidad (...)».
Aunque tanto las mujeres indígenas como las urbanas compartían una subordinación al varón, las diferencias entre el prototipo masculino indígena, retratado negativamente como cobarde y abusivo, y el ideal republicano del ciudadano varón marcaban una distinción en el nivel de opresión que enfrentaban. En síntesis, la mujer indígena en el siglo XIX estuvo sujeta a una doble marginación: por su género y por su etnia. Esto restringía su acceso a los mismos derechos y libertades que algunas mujeres urbanas sí lograron obtener, como el acceso a la educación o la participación en ciertos espacios públicos.

## Participación femenina en la Guerra del Pacífico

### Esfuerzos de las mujeres en el conflicto
Durante la Guerra del Pacífico, tras la ocupación chilena de Lima en 1881 y el fracaso de las defensas en San Juan y Miraflores, la resistencia se reorganizó en la sierra central bajo el mando de Andrés Avelino Cáceres. Cáceres reunió a un ejército compuesto por hombres y mujeres indígenas, muchos de los cuales se unieron voluntariamente o fueron forzados por los hacendados debido al impacto negativo de la invasión chilena en las comunidades andinas. A pesar de la improvisada experiencia militar de sus soldados y la falta de equipo bélico, Cáceres aprovechó su conocimiento del terreno y del comportamiento indígena para liderar con éxito varias batallas, como las de Pucará, Marcavalle y Concepción en 1882, logrando expulsar a las tropas chilenas de la sierra central.
Para autores como Claudia Rosas, el rol de la mujer en la Guerra del Pacífico estuvo profundamente influenciado por su estrato socioeconómico: mientras las mujeres urbanas de clase media y alta participaron en actividades organizativas y de recaudación vinculadas al ámbito público, las mujeres indígenas, como las "rabonas", desempeñaron roles logísticos y de apoyo directo en el frente, generalmente limitados al ámbito privado y condicionados por estructuras familiares y comunitarias.

#### Mujeres urbanas en la guerra
Antes de la Guerra del Pacífico, las mujeres urbanas ya participaban en actividades de caridad y filantropía sin contradecir las normas sociales de la época. Ayudar a cubrir las necesidades mínimas de los soldados formó parte de las actividades de las mujeres de clase alta y media en la guerra. Su contribución incluyó la provisión de alimentos, ropa y atención médica básica a los soldados, destacando su responsabilidad en el cuidado de la salud física y espiritual de la población. Esto les permitió, aunque de manera limitada, participar en la esfera pública.

Su papel fue clave en el apoyo logístico, administrativo y organizativo. Según su posición en sectores económicos o políticos, podían colaborar en recolección de donaciones y la confección de uniformes para las tropas, así como en la entrega de alimentos y suministros médicos.
Saturnina Mendoza ofreció el 20% de sus pensiones y María Rivas donó 50 soles de su pensión de viudez, la esposa del presidente Magdalena Ugarteche de Pardo donó 3000 soles para las ambulancias de la Cruz Roja y la esposa del vicepresidente Manuela de la Puerta que donó 2000 soles.
Otra forma de participación fue el voluntariado en el cuerpo sanitario. Las mujeres ofrecían sus servicios en hospitales y ambulancias civiles proporcionando atención básica a los heridos. Organizaciones como la Cruz Blanca, dirigidas por mujeres, surgieron para suplir las carencias del sistema de salud durante el conflicto. Estas iniciativas marcaron un avance en la participación femenina en el ámbito público.
Además, las mujeres de clase media y alta asumieron temporalmente responsabilidades propias del Estado al brindar apoyo a viudas y huérfanos de guerra. Entre estas iniciativas destacaron los casos de mujeres acaudaladas como Manuela Berninzon e Isabel Orbegozo, presidentas de la Asociación de Escuelas Dominicales; Magdalena Badani de Chávez, fundadora del Colegio Badani; y las religiosas del Convento Sagrado Corazón de San Pedro, quienes dirigían la Escuela Normal de Mujeres. Estas mujeres ofrecieron becas de instrucción y profesionalización como docentes para niñas y jóvenes de bajos recursos afectadas por el conflicto.Estas acciones no solo reflejaron su compromiso con la causa nacional, sino también su sentido de responsabilidad moral hacia las víctimas de la guerra.

#### La mujer indígena durante la guerra: El rol de las rabonas
A diferencia de las mujeres urbanas, las mujeres indígenas desempeñaron un papel inicialmente pasivo, que se transformó en una participación más activa con el tiempo. Muchas de ellas acompañaron a los soldados indígenas que fueron reclutados para luchar en la guerra, a pesar de no ser reconocidos plenamente como parte de la nación republicana. Estas mujeres, conocidas como "rabonas", seguían a sus esposos o familiares en las campañas militares. Cargaban con lo necesario para sobrevivir y mantenían sus responsabilidades domésticas, convirtiendo el hogar en un espacio móvil.
Las rabonas asumían tareas de apoyo logístico como cocinar, lavar y montar campamentos, contribuyendo significativamente al bienestar de los soldados. Su rol fue crucial para evitar la deserción y mantener la moral de las tropas, especialmente en medio de la escasez de recursos. Aunque su labor estaba alineada con las expectativas sociales de la época, su presencia en el campo de batalla les permitió participar en actividades no tradicionales.
En actividades de mayor riesgo, algunas rabonas participaron como espías, escondiendo armas y municiones en sus ropas. Se trasladaban entre las tropas chilenas y obteniendo información valiosa al fingir que solo hablaban quechua. A través de su participación en estas actividades, las mujeres indígenas lograron superar temporalmente su exclusión del Estado republicano, obteniendo un mayor protagonismo en la esfera pública durante la guerra.
Además, las rabonas desempeñaron funciones sanitarias, cuidando de los heridos a pesar de no contar con la educación formal que tenían algunas mujeres urbanas. Estas acciones no solo les permitieron trascender sus roles tradicionales, sino que también sirvieron como un sostén vital para la resistencia peruana, especialmente tras la ocupación de Lima.

## Leonor Ordóñez Surichaqui y la resistencia indígena
Aunque se ha establecido la importancia de las rabonas en el soporte logístico, administrativo, de espionaje y resistencia durante la Guerra del Pacífico, su contribución sigue siendo subestimada. La falta de datos específicos en los registros históricos refleja este reconocimiento limitado. A menudo, se presenta una visión sesgada de las rabonas, viéndolas como figuras exóticas y subordinadas, siguiendo pasivamente al ejército. El anonimato de muchas de estas mujeres, en contraste con figuras destacadas como Leonor Ordóñez, dificulta la comprensión completa de su participación. A pesar de su sacrificio, Ordóñez es un nombre apenas conocido, y la historia de las rabonas se conserva principalmente a través de relatos orales.
Si bien existe el riesgo de generalizar sobre un grupo tan diverso como las mujeres indígenas que participaron en la guerra, el estudio de casos específicos ofrece una herramienta útil para entender su papel en un contexto real.Es incorrecto limitar su participación al ámbito privado o considerarla pasiva, sin tomar en cuenta los condicionantes sociales de su época. Para algunos académicos, el grado de intromisión de las rabonas en la esfera pública, consensuada o no, debería ser visto como parte integral de su participación en la vida nacional, más allá del conflicto bélico.

### Participación activa y nacionalismo indígena
El concepto de agencia se refiere a la capacidad de un individuo para actuar de manera independiente en su entorno, lo que implica una autonomía frente a la estructura social que lo rodea. El caso de Leonor Ordóñez posee una agencia que se analiza a través de las decisiones que tomó durante la Guerra del Pacífico, especialmente entre 1880 y 1882. La agencia de Leonor interrelaciona la realidad social del sujeto (normas sociales, instituciones, relaciones de poder, coyuntura) con la subjetividad del individuo en el marco de interpretación social lo que redefine sus decisiones. Inicialmente, su rol está condicionado por su entorno, actuando por obligación al acompañar a su esposo a la Batalla de San Juan y Chorrillos.
No obstante, Felipe Vilcashuamán que fue enrolado por la fuerza en el Batallón Jauja n° 23 dejó viuda a Leonor. En una estructura social que margina tanto a mujeres como a indígenas, Leonor fue testigo de la violencia que causaban las tropas chilenas, generando una redefinición de su agencia a medida que se involucraba más activamente en la resistencia desde la creación de una identidad nacional propia.
Leonor decide regresar a Huancaní luego de enviudar para convencer a sus pobladores de pelear con ella contra los chilenos. Esta decisión cobró fuerza con la proliferación de actos de resistencia de otros sobrevivientes indígenas de las batallas en Lima. Ejemplos de ello incluyen el ataque en Sángrar, donde quemaron a un regimiento chileno dentro de una hacienda, y en Julcamarca, donde las tropas de Cáceres escaparon de las expediciones chilenas.

#### Leonor Ordóñez y la violencia en la sierra central
Durante la Guerra del Pacífico, los indígenas desempeñaron un papel crucial en la defensa y la resistencia, a pesar de ser considerados un obstáculo para la consolidación de un Estado criollo homogéneo. Aunque algunos miembros de la élite reconocieron su importancia al integrar, a menudo a la fuerza las tropas de defensa, existía una reticencia a aceptar su protagonismo. La participación indígena se evidenció especialmente en la resistencia organizada por líderes como Andrés Avelino Cáceres.
En la primera etapa del conflicto, en 1881, los indígenas formaban parte de la defensa de Lima y fueron testigos de la violencia chilena aplicada en la capital. Las tropas chilenas iniciaron un patrón común en su guerra de expansión, que se repitió durante toda la ocupación: el saqueo y los pillajes a la población. Durante la segunda etapa, que duró hasta 1883, las expediciones chilenas se encargaron de desplazarse por la sierra para controlar las montoneras e intentos de resistencia. Sin embargo, enfrentaron la desventaja del desgaste logístico en territorios alejados de la capital. Esto derivó en la imposición de cupos y contribuciones forzadas a los pueblos por los que pasaban. La justificación de estas acciones era "ajusticiar" a las comunidades que se negaran a cooperar.
A diferencia de los abusos previos que presenciaron los indígenas en ciudades ajenas, estas violaciones se cometieron directamente en sus tierras, lo que avivó el deseo de resistencia. Los indígenas sobrevivientes a las batallas en Lima jugaron un papel clave en la organización de la resistencia al compartir sus experiencias con sus comunidades.
La narrativa indígena emergente reflejó una resistencia que, aunque influenciada por el nacionalismo, se fundamentaba en sus propias experiencias y realidades. A medida que los pueblos de la sierra comenzaron a reconocer a los chilenos como un enemigo común, se desarrolló un discurso nacionalista que, aunque personalizado y regional, no necesariamente los integró en el proyecto de nación propuesto por las élites criollas.

#### Identidad comunal y liderazgo indígena
Un concepto fundamental en la cultura andina es el "ayni", que representa un sistema recíproco de intercambio dentro de una comunidad, promoviendo el bienestar y los lazos sociales. El ayni se basa en vínculos de reciprocidad que pueden ser más o menos generosos, pero que siempre implican un compromiso de devolver la ayuda en forma de trabajo, servicios o recursos. Esta práctica no se basa en la búsqueda de un beneficio económico inmediato, sino en el fortalecimiento de las relaciones sociales y en la supervivencia de la comunidad. La instrumentalización del ayni durante la Guerra del Pacífico es fundamental para comprender la resistencia indígena frente a las hostilidades tanto de los sectores urbanos como de las tropas chilenas.
Dentro de este contexto, las relaciones sociales mediadas por el ayni incluían vínculos con familiares, amigos y vecinos, siendo especialmente relevantes los lazos maritales para comprender la agencia de figuras como Leonor Ordóñez y otras rabonas. En la comunidad andina, una unidad doméstica comenzaba con la convivencia de una pareja, comúnmente endógama, que podía durar varios años antes de formalizar su matrimonio. Este "matrimonio de prueba" era característico, ya que las separaciones tras el matrimonio formal eran poco frecuentes. Así, los vínculos maritales eran sólidos al momento de establecer una nueva familia, lo que explica por qué muchas rabonas decidieron acompañar a sus maridos en las batallas y en las montoneras de resistencia en defensa de Lima.
La decisión de permanecer junto a los soldados respondía a su rol doméstico, pero también reflejaba la intensidad de los lazos indígenas en contraste con los sectores urbanos. Asimismo, el ayni, como concepto de reciprocidad que abarca dimensiones económicas y morales, fue fundamental para la aparición de una identidad comunal femenina, permitiendo que las mujeres se reconocieran como parte de una unidad colectiva.
En 1882, Leonor se convirtió en guerrillera, recorriendo pueblos y alentando a la organización de la resistencia ante los ataques y abusos de las tropas chilenas en la sierra central. Esta transformación es significativa, ya que, al enviudar, sus responsabilidades domésticas como rabona y su participación en la guerra habrían terminado.
El concepto de agencia implica que las acciones de un individuo deben tener un impacto en la transformación social. La decisión de Leonor de resistir a los chilenos, organizar un grupo de defensa y asumir un liderazgo en su comunidad muestra un ejercicio activo de su agencia. Esta decisión fue notablemente audaz, considerando que enfrentarse a un batallón chileno de 400 hombres con apenas 41 guerrilleros armados de manera rudimentaria era un acto de sacrificio.
El combate de Antoshpampa, el 22 de abril de 1882, fue un ejemplo de cómo Leonor ejerció su agencia y su identidad nacional. Convenció a los comuneros de Huancaní de unirse a la lucha, evocando los principios de reciprocidad andina, como el "ayni", que habían sido fundamentales para su organización. Estos lazos de solidaridad y apoyo mutuo, presentes tanto en su rol de rabona como en su liderazgo popular, fueron clave para movilizar a su comunidad frente a la amenaza chilena.